# Liste der geschützten Landschaftsbestandteile im Landkreis Gifhorn
Im Landkreis Gifhorn gibt es diese ausgewiesenen geschützten Landschaftsbestandteile.
| Baumschutzsatzung Gemeinde Parsau                                 | BW | GLB GF 00002 | Parsau                                                | ⊙ |  | 12. Sep. 1983 |
| Baumschutzsatzung Gemeinde Calberlah                              | BW | GLB GF 00003 | Calberlah                                             | ⊙ |  | 10. Juli 2014 |
| Baumschutzsatzung Flecken Brome                                   | BW | GLB GF 00006 | Brome                                                 | ⊙ |  | 13. Mai 1998  |
| Stillgelegte Bundesbahntrasse zwischen Gifhorn Dragen und Müden   | BW | GLB GF 00007 | Gifhorn Teilstück der Bahnstrecke Gifhorn Stadt–Celle | ⊙ |  | 14. Juni 1988 |
| Ehemalige Bodenentnamestelle Wilsche                              | BW | GLB GF 00008 | Gifhorn, Wilsche                                      | ⊙ |  | 18. Okt. 1990 |
| Baum- und Gehölzschutzsatzung Gemeinde Schwülper                  | BW | GLB GF 00009 | Schwülper                                             | ⊙ |  | 27. Okt. 2004 |
| Baum- und Gehölzschutzsatzung Gemeinde Adenbüttel                 | BW | GLB GF 00010 | Adenbüttel                                            | ⊙ |  | 14. Dez. 1990 |
| Baum- und Gehölzschutzsatzung der Gemeinde Hillerse               | BW | GLB GF 00011 | Adenbüttel                                            | ⊙ |  | 25. Juli 1991 |
| Baum- und Gehölzschutzsatzung Gemeinde Steinhorst                 | BW | GLB GF 00012 | Steinhorst                                            | ⊙ |  | 20. Mai 1994  |
| Baumschutzsatzung Stadt Gifhorn                                   |    | GLB GF 00013 | Gifhorn                                               | ⊙ |  | 4. Nov. 1993  |
| Baum- und Gehölzschutzsatzung der Gemeinde Rühen                  | BW | GLB GF 00014 | Rühen                                                 | ⊙ |  | 2. Apr. 2009  |
| Baum- und Gehölzschutzsatzung Gemeinde Tülau                      | BW | GLB GF 00015 | Tülau                                                 | ⊙ |  | 16. Juli 1997 |
| Baumhecke am Baukelroder Weg                                      | BW | GLB GF 00016 | Seershausen                                           | ⊙ |  | 17. Dez. 1997 |
| Baumschutzsatzung Tankumseegebiet                                 | BW | GLB GF 00017 | Isenbüttel                                            | ⊙ |  | 12. Sep. 2011 |
| Baum- und Gehölzschutzsatzung der Gemeinde Meinersen              | BW | GLB GF 00018 | Meinersen                                             | ⊙ |  | 7. Juli 2010  |
| Baumbestand in einem Teilbereich der Gemarkung Neudorf-Platendorf | BW | GLB GF 00020 | Sassenburg                                            | ⊙ |  | 30. März 2000 |
| Große Weide                                                       | BW | GLB GF 00021 | Gifhorn                                               | ⊙ |  | 27. Mai 2003  |
| Baumbestand in der Gemeinde Didderse                              | BW | GLB GF 00022 | Didderse                                              | ⊙ |  | 3. Sep. 2007  |
| Baumschutzsatzung in der Gemeinde Ribbesbüttel                    | BW | GLB GF 00023 | Ribbesbüttel                                          | ⊙ |  | 16. Dez. 2009 |
| Naturnahe Waldinsel in der Gemarkung Wentorf                      | BW | GLB GF 00024 | Obernholz                                             | ⊙ |  | 22. Okt. 2014 |
| Baumhecke/Baumreihe in den Gemarkungen Wentorf und Wierstorf      | BW | GLB GF 00025 | Obernholz                                             | ⊙ |  | 22. Okt. 2014 |
| Baumbestand Bauernende 2                                          | BW | GLB GF 00026 | Hankensbüttel                                         | ⊙ |  | 5. Juli 2016  |
| Legende für Geschützter Landschaftsbestandteil                    |    |              |                                                       |   |  |               |